# Epialtus longirostris
Epialtus longirostris är en kräftdjursart som beskrevs av William Stimpson 1860. Epialtus longirostris ingår i släktet Epialtus och familjen Epialtidae. Inga underarter finns listade i Catalogue of Life.